# اوگما (مینه‌سوتا)
اوگما، مینه‌سوتا (به انگلیسی: Ogema, Minnesota) یک شهر در ایالات متحده آمریکا است که در شهرستان بکر، مینه‌سوتا واقع شده‌است.

## خصوصیات
اوگما ۳٫۳۴ کیلومترمربع مساحت و ۱۸۴ نفر جمعیت دارد و ۳۸۷ متر بالاتر از سطح دریا واقع شده‌است.